# Rococò federiciano
L'espressione di rococò federiciano deriva da Federico II di Prussia, che tracciò gli schizzi del suo palazzo di Sanssouci e del palazzo di Charlottenburg. Gli scultori realizzarono opere d'arte in stile rococò, seguendo spesso disegni abbozzati dal re Federico II di Prussia, secondo le proprie esigenze e inclinazioni dal re, ignorando spesso le tendenze comuni. 
Nella decorazione degli interni Federico II decise in dettaglio come dovevano risultare le varie stanze. Artisti come i fratelli Johann Michael e Johann Christian Hoppenhaupt, i fratelli Johann Friedrich e Heinrich Wilhelm Spindler, Johann August Nahl e Johann Melchior Kambly realizzarono opere d'arte in stile rococò, seguendo spesso disegni abbozzati dal re. Per quel che riguardava la sua persona, Federico II di Prussia era alieno da ogni brama di lusso. Si curava poco dell'etichetta e della moda - in tarda età non era insolito che indossasse vestiti lisi o poco puliti - ma aveva il desiderio di circondarsi di cose nobili e belle. Aveva un gusto fine per tutto ciò che era bello e fece decorare il suo palazzo privato secondo le sue proprie esigenze e inclinazioni, ignorando spesso le tendenze comuni. Da questa personale interpretazione dell'arte del Settecento deriva l'espressione di rococò federiciano. Federico II di Prussia permise l'espansione del palazzo di Charlottenburg da parte di Georg Wenzeslaus von Knobelsdorff che fece costruire l'Ala Nuova ad est.

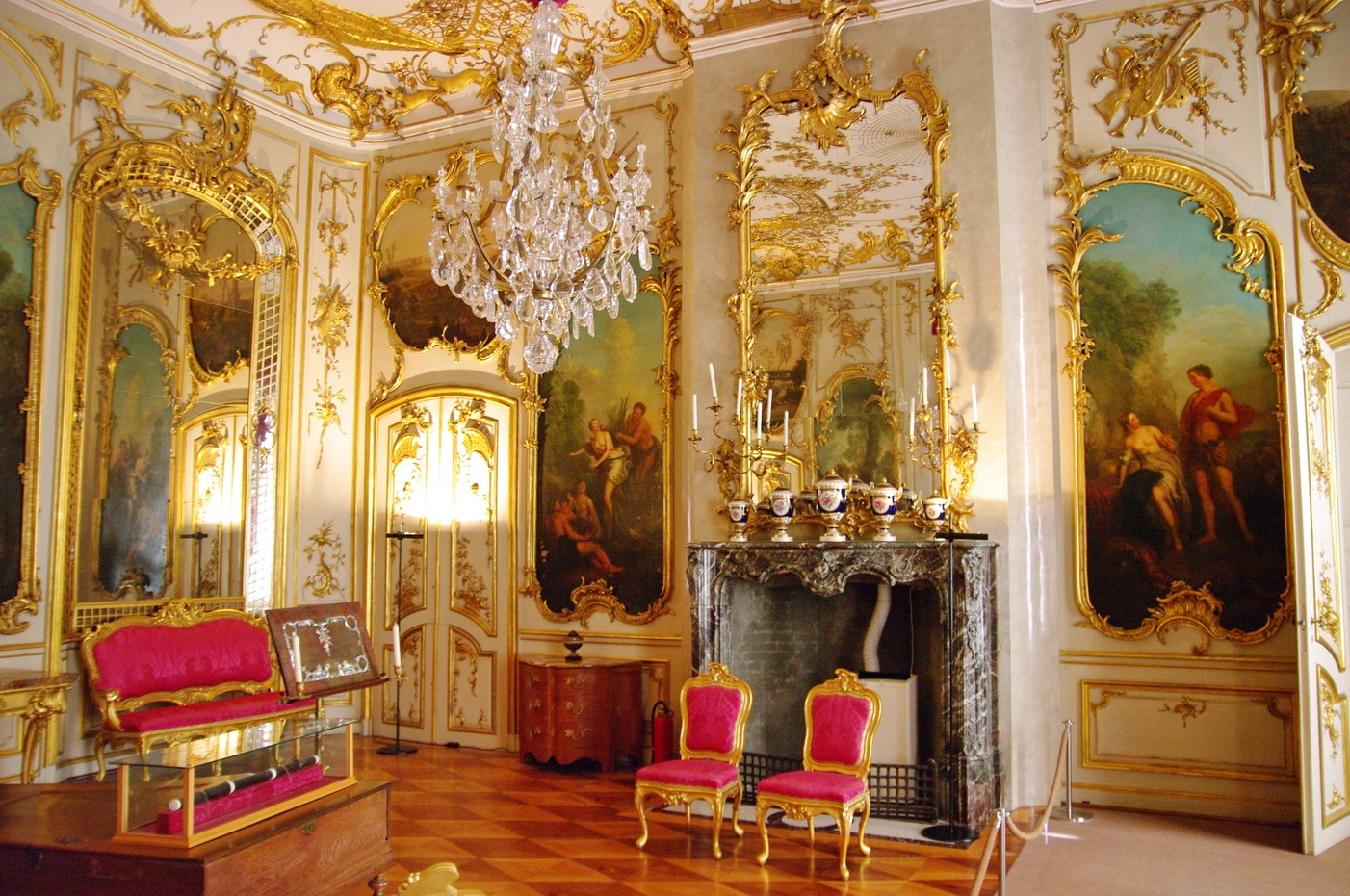
Palazzo di Sanssouci, la camera di musica
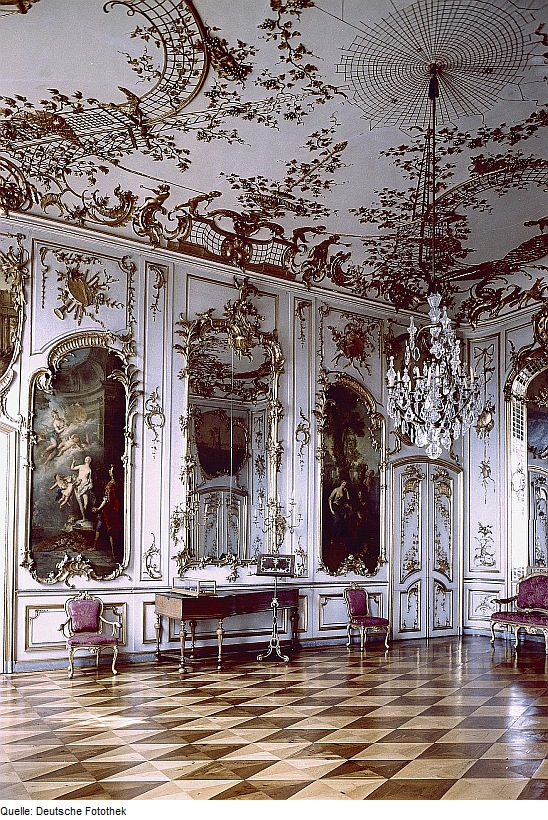
Palazzo di Sanssouci, la camera di musica
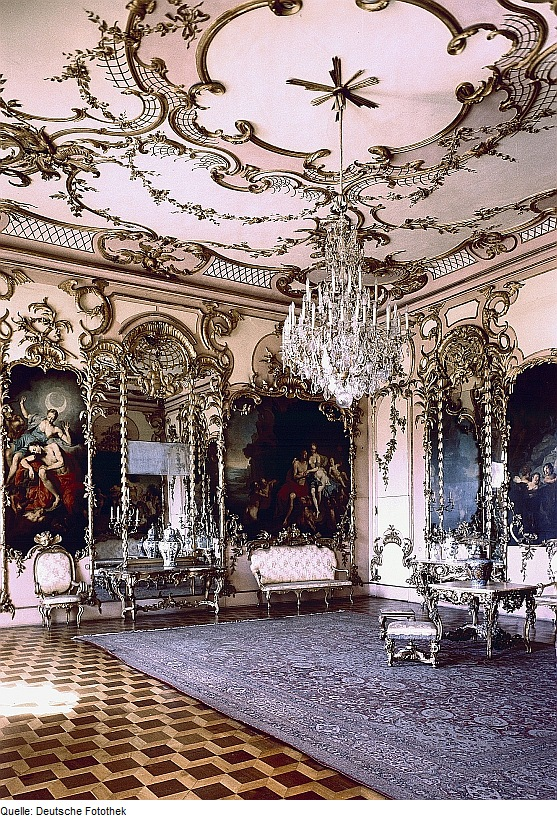
Palazzo di Sanssouci, la camera di musica
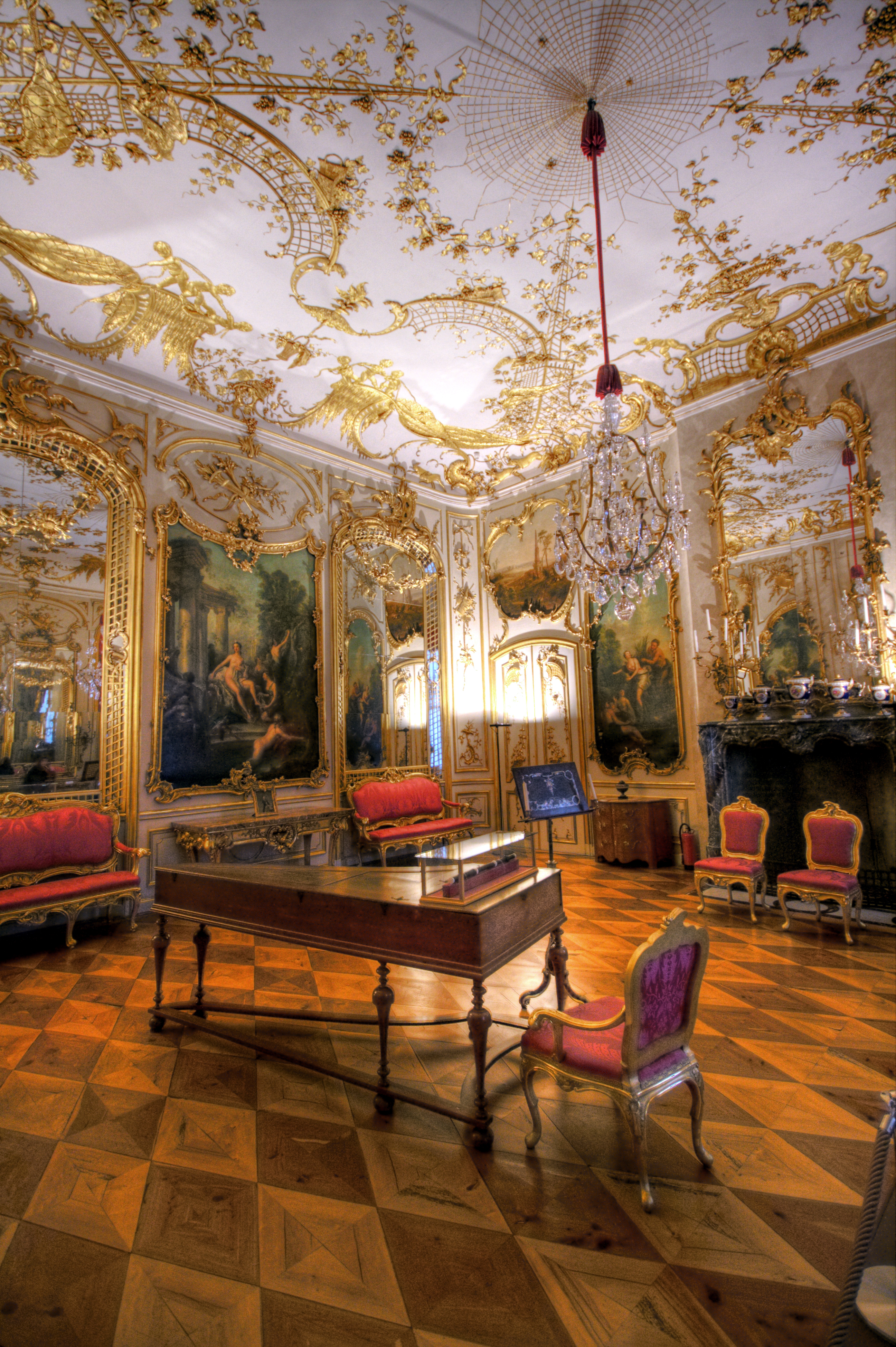
Palazzo di Sanssouci, la sala da concerto
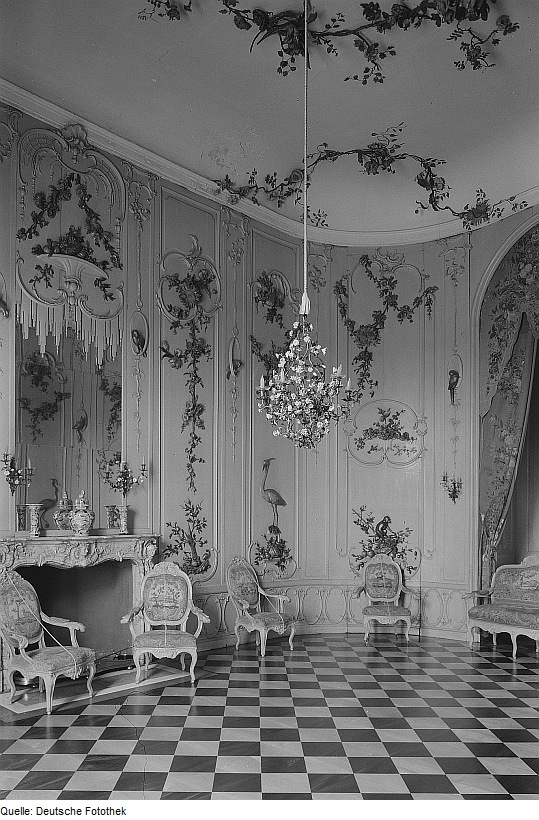
Palazzo di Sanssouci, La "camera di Voltaire" o "camera dei fiori". Foto del 1950 circa.
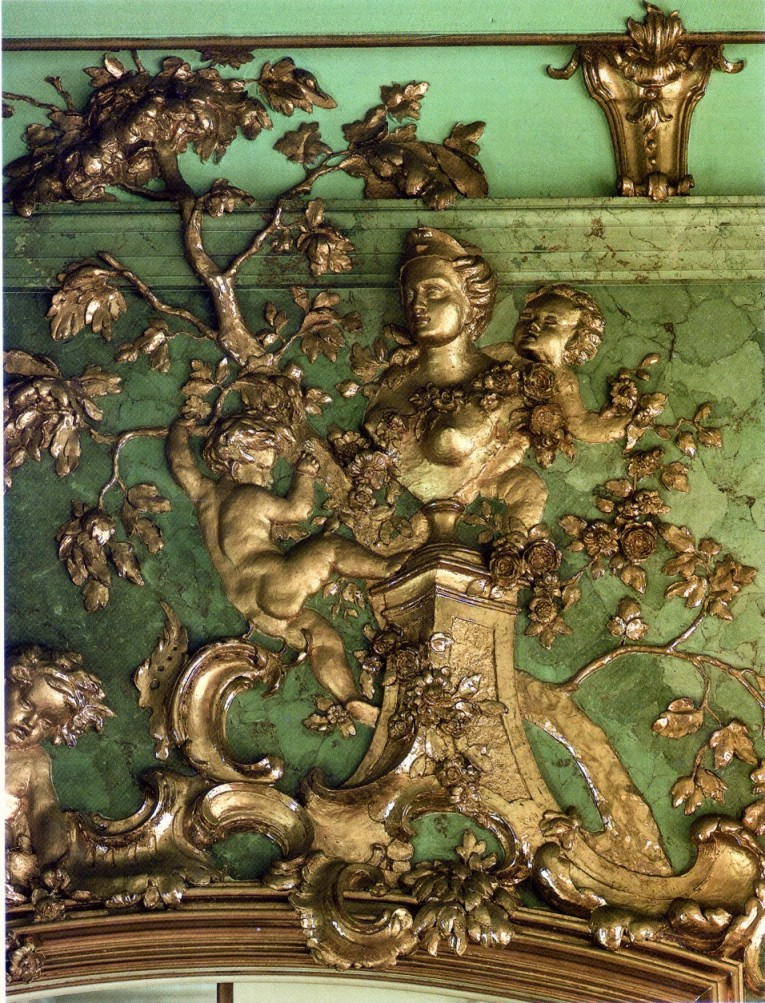
palazzo di Charlottenburg
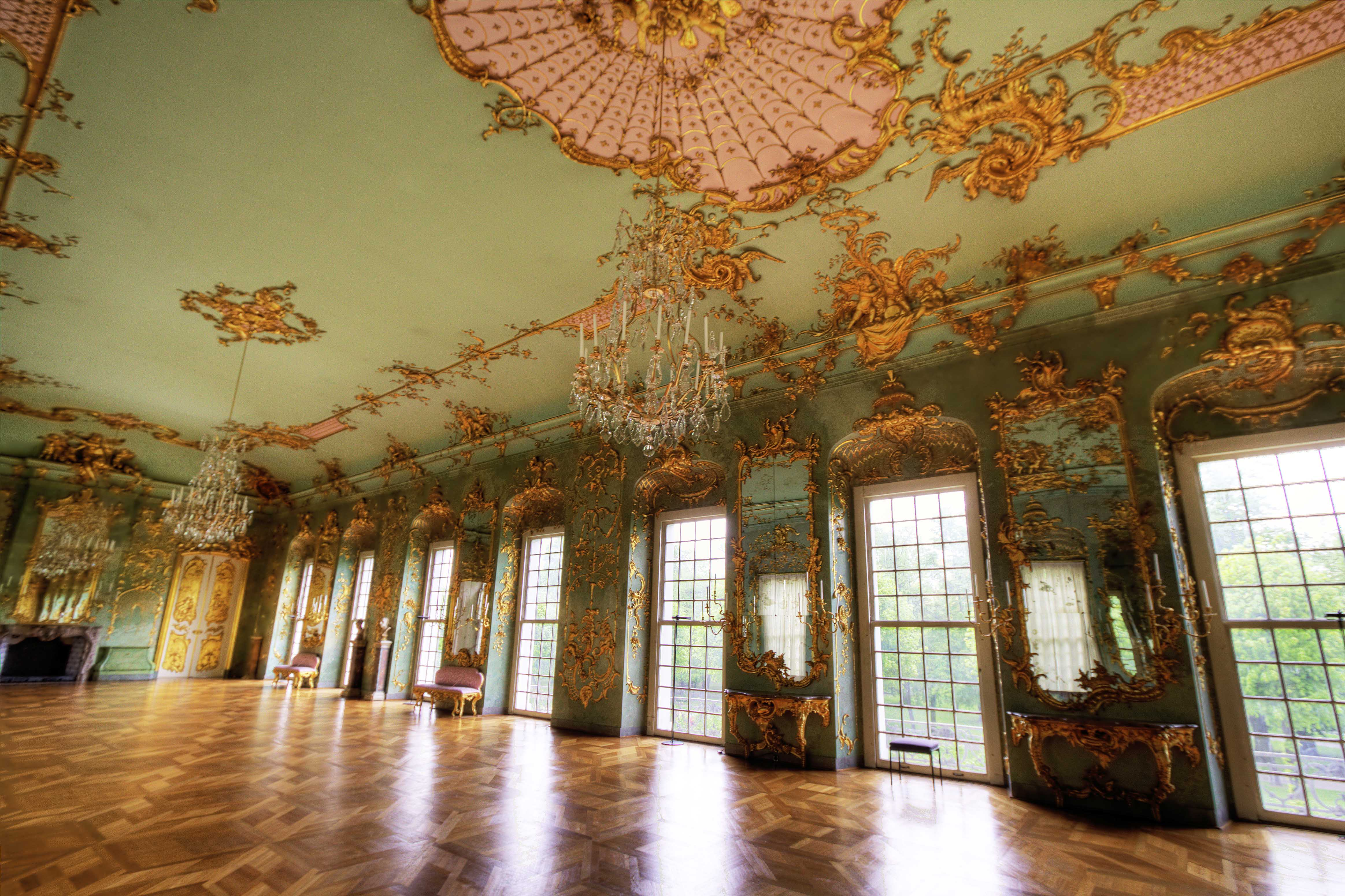
Palazzo di Charlottenburg
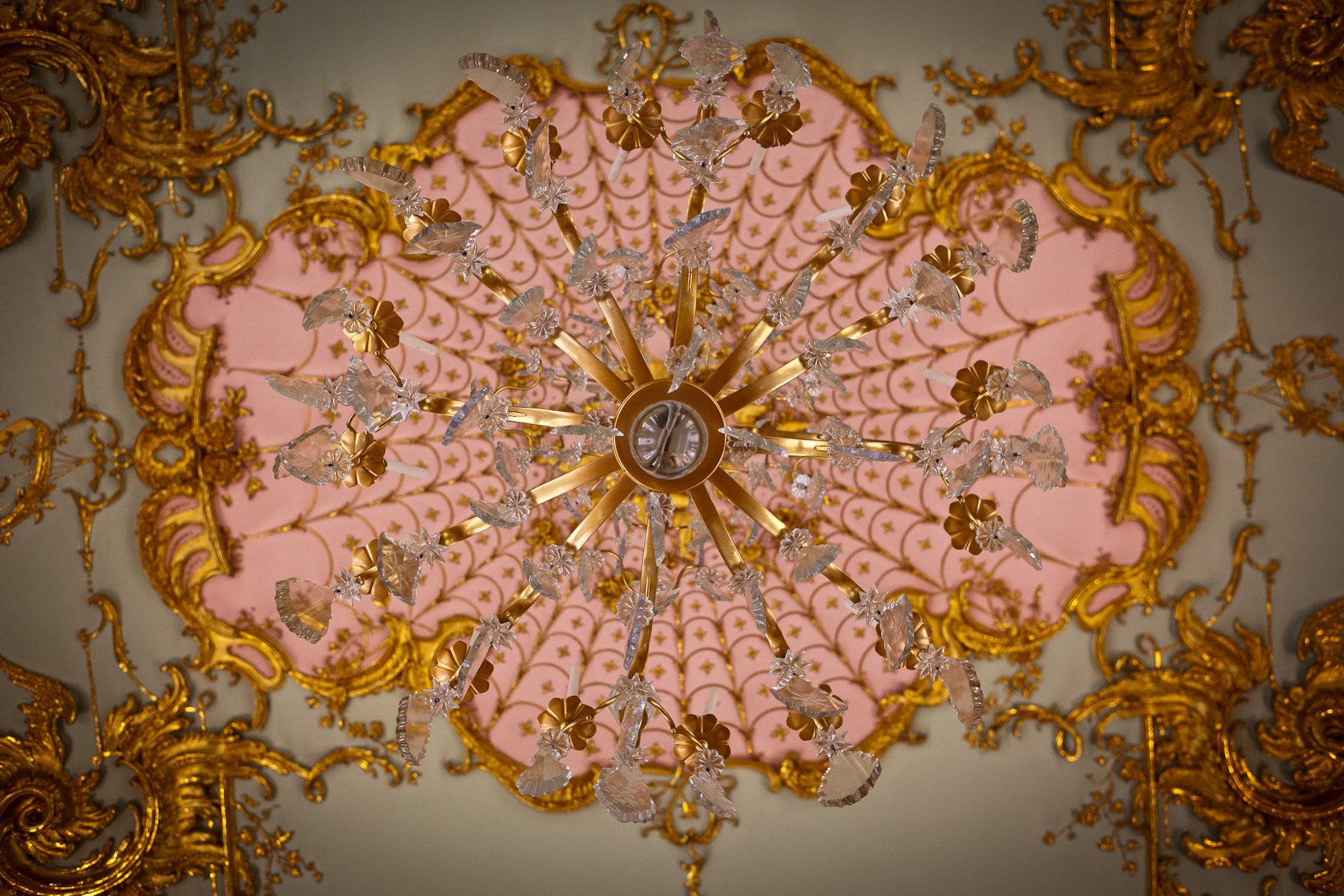
Palazzo di Charlottenburg
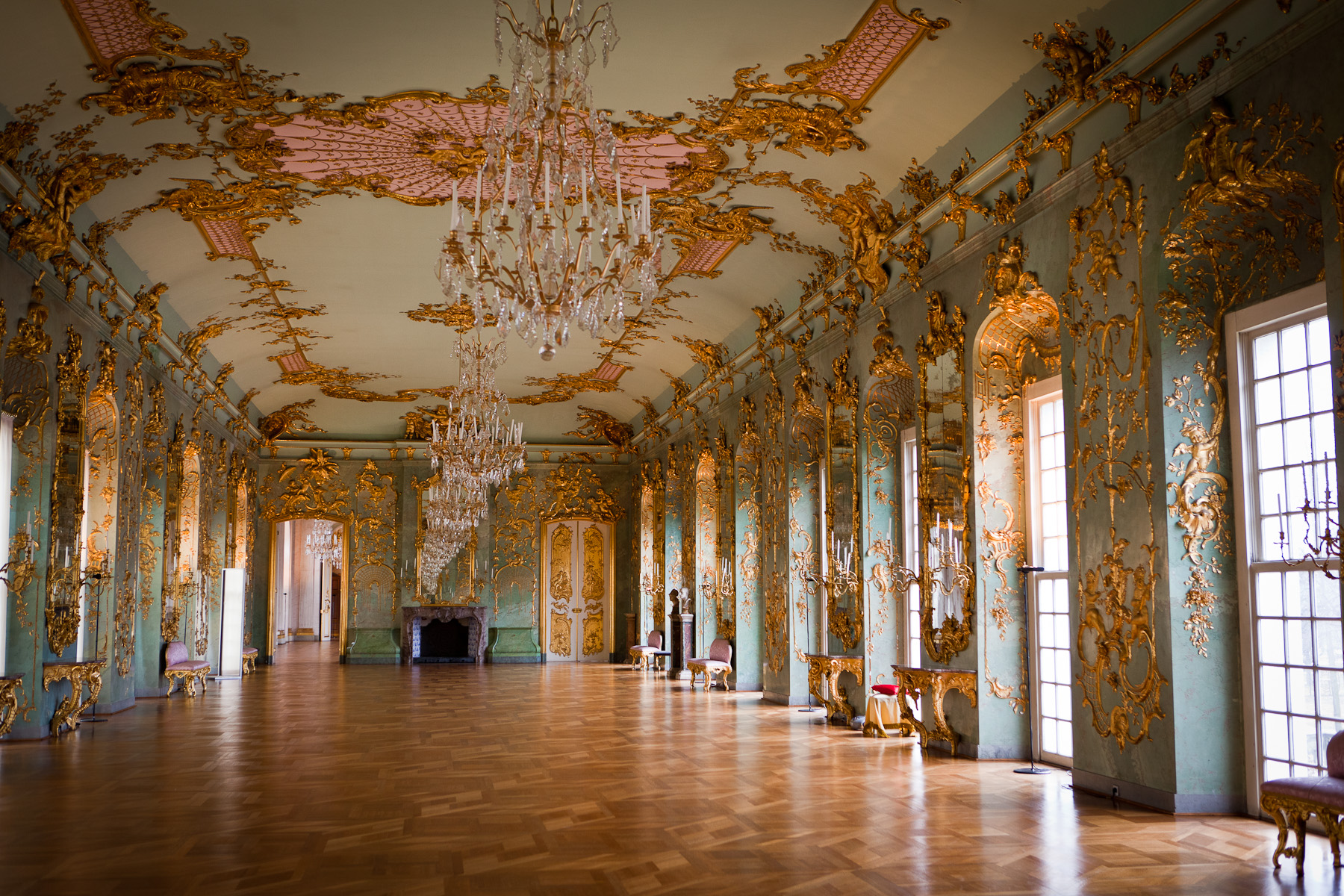
Palazzo di Charlottenburg